# フモトシダ
フモトシダ Microlepia marginata は、コバノイシカグマ科のシダ植物。やや乾燥した山麓などに生える、単羽状複葉のシダである。

## 特徴
常緑性の多年生草本。根茎は横に這って長く、径5mmで、褐色の毛がある。葉柄は藁色で、その基部は淡褐色をしている。葉柄の全体に毛が多く、古くなると毛が落ちてその痕跡が残るためにざらざらになる。葉柄は長さ30-60cm。葉身は長さ30-60cm、幅15-30cmで、全体としては卵状披針形から卵形、通常は単羽状複葉で葉質は厚めの草質で黄緑色から暗緑色。羽片は普通は20対以下で、形は線状披針形、先端は次第に狭くなって、最後は尾状に伸びる。基部は広い楔形か丸くなっており、柄はないか、短い柄があることもある。羽片の縁は羽状に浅く、あるいは深く裂け、裂片の縁には鋸歯が並び、表面の中肋の上と、裏面全体に短い毛がある。胞子嚢群は裂片の縁近くにあるが、包膜の縁は葉の縁から離れて内側にある。包膜は長さ幅ともに約1mmで毛がある。
和名は山麓、つまり山のふもとに生えるから、とのこと。

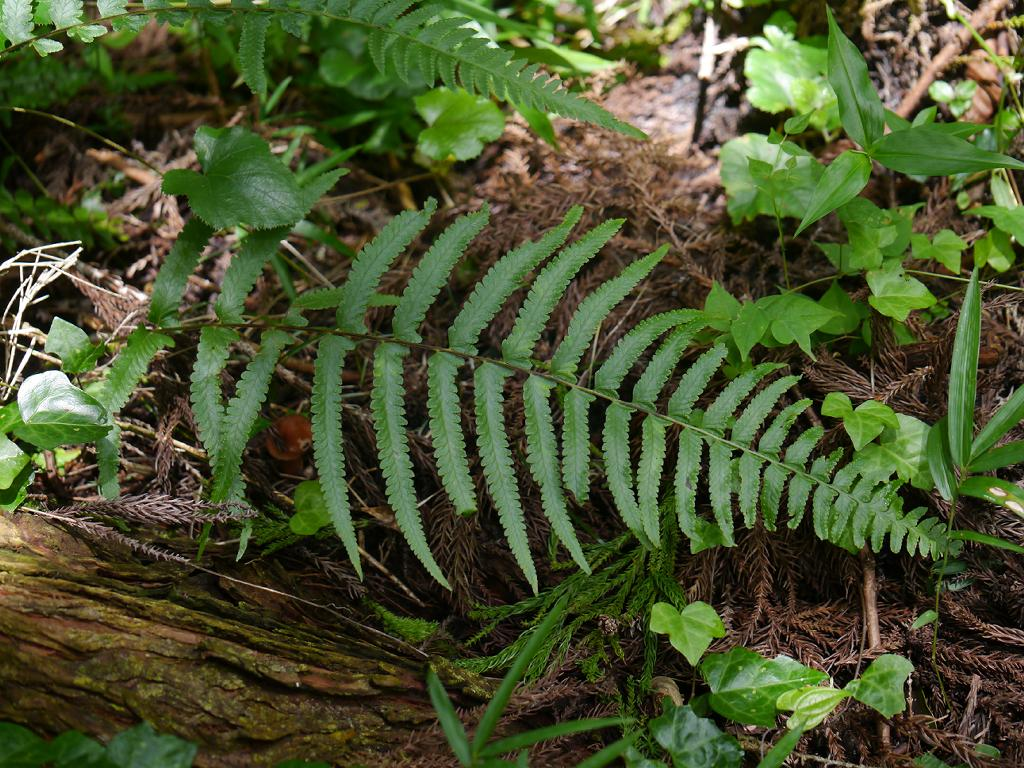
葉身の形
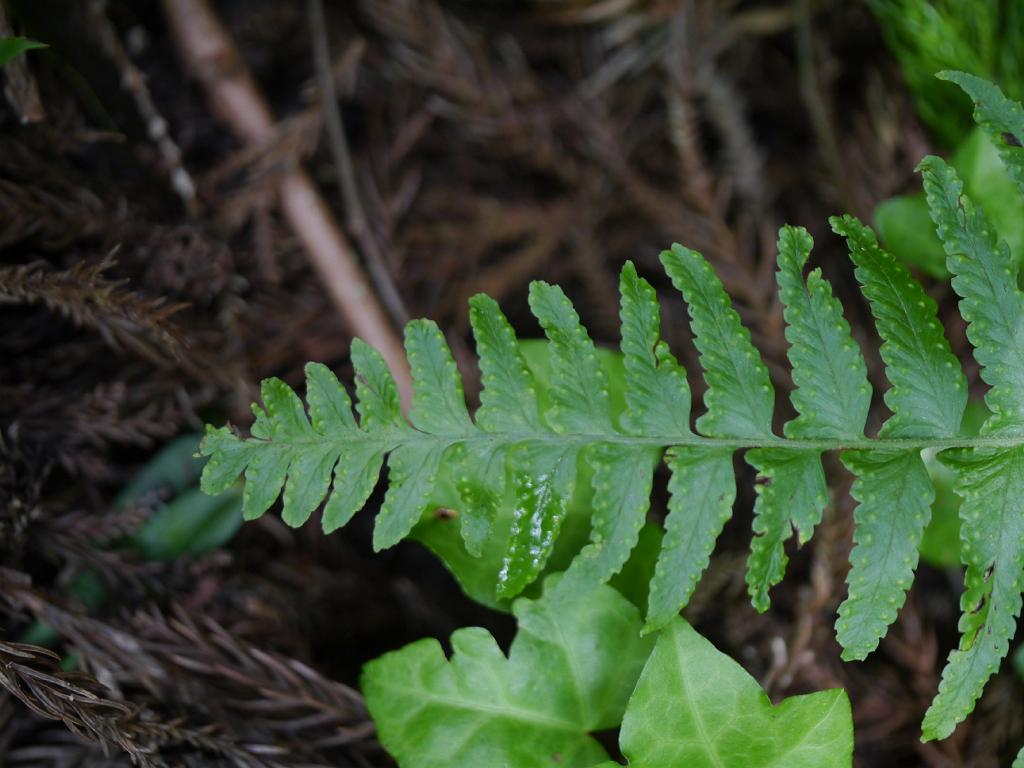
先端部
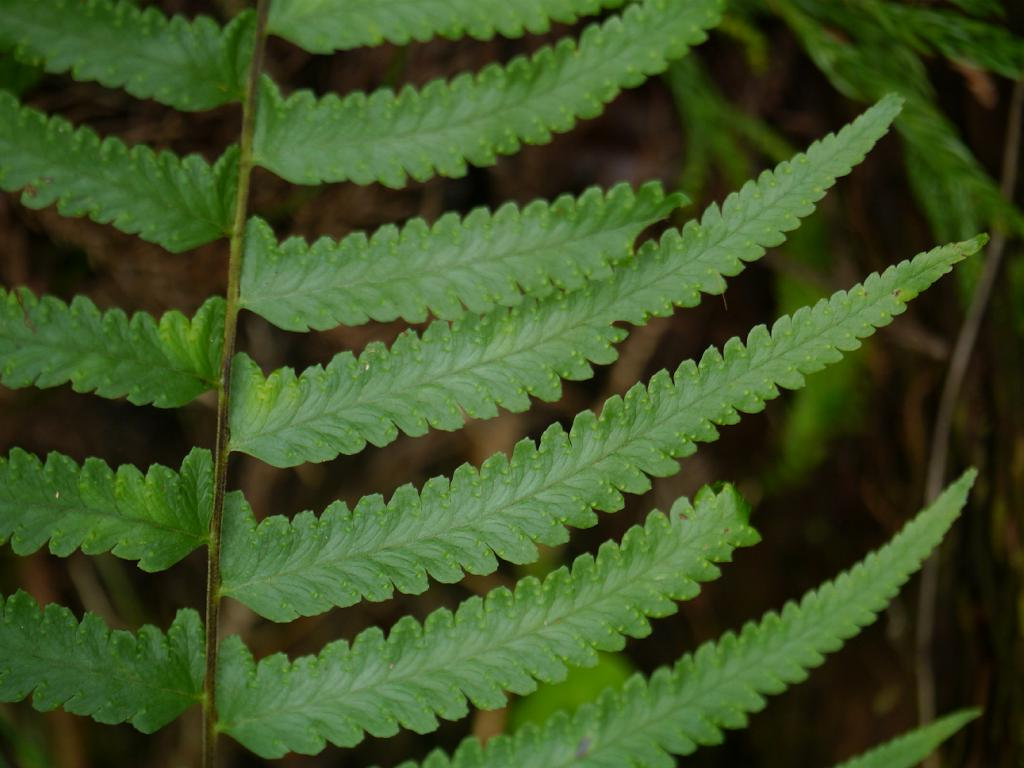
側羽片
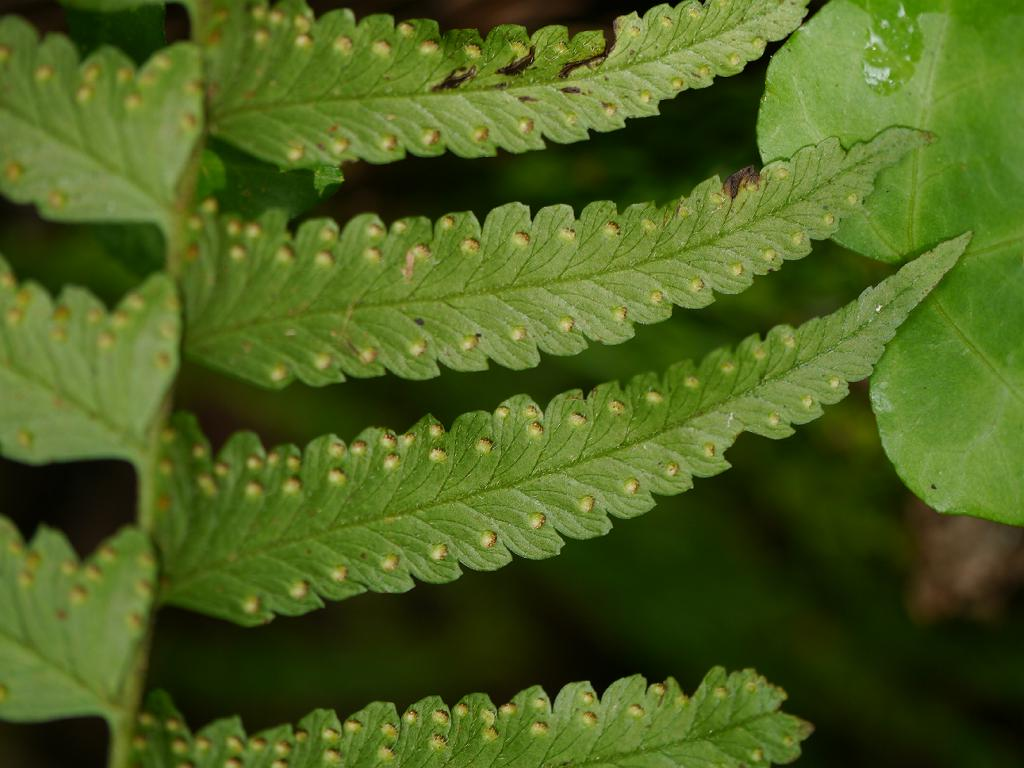
同・裏面
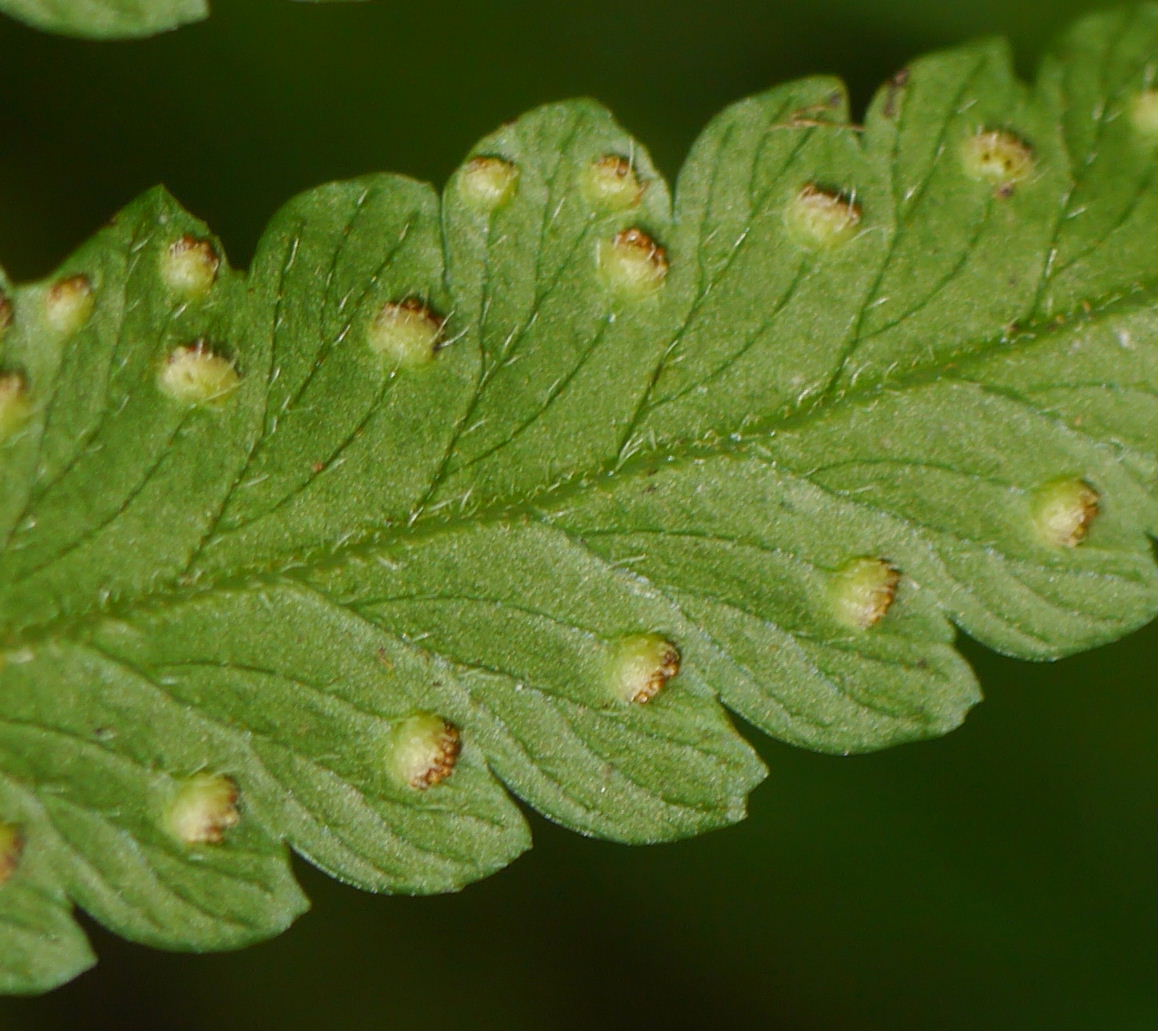
胞子嚢群と包膜

## 分布と生育環境
本州の東北地方南部以南から琉球列島にかけての各地に分布する。国外では朝鮮、中国、台湾、ヒマラヤ、東南アジアにかけて分布がある。
比較的乾燥した山野の林地などに普通。群生することがよくある。

## 種内変異
葉の毛の様子には変異が多く、ほとんど毛がないものをウスゲフモトシダ f. subglabra H. Ito 、非常に毛深いものをケブカフモトシダ f. yakusimensis H. ito と名付けるが、これが種内分類群として扱えるかどうかはまだ研究の必要があるという。田川(1959)はケブカについては「かなりはっきりした変種」であるとしている。
また。側羽片が深裂でなく完全に裂け、2回羽状複葉になったものをクジャクフモトシダ var. bipinnata Makino というが、これは雑種である可能性が高いという。関東南部、東海、近畿地方南部、中国地方西部、四国九州にあり、国外では中国と台湾から知られる。暖地の山林中にあり、基本変種と混生するが、希である。

## 分類関連
フモトシダ属は日本に8種があるが、多くは単羽状より細かく葉が裂ける。単羽状のものとしては沖縄本島にヤンバルフモトシダ M. hookeriana があるが、これは本属の中でも特殊なもので、別属とすることもある。形態的には羽片の数がもっと多く、羽片の縁が鋸歯円であること、頂羽片が明確であることなどで区別出来る。フモトカグマ M. pseudo-strigosa はクジャクフモトシダに似て、羽片の形が異なることなどで区別出来る。名前通り、フモトシダとイシカグマの中間的な形態を持つ。
同じような単羽状複葉のシダ類にはクルマシダやホシダ、ノコギリシダなどもあるが、胞子嚢群の形が全く異なる。